# Hesham Issawi
Hesham Issawi (arabe : هشام عساوي) est un réalisateur et scénariste égypto-américain.

## Biographie
Né en Égypte, il se rend aux États-Unis en 1990 et obtient un diplôme au Collège Columbia de Chicago en 1999,. Entre 2002 et 2003, il réalise deux courts métrages primés dans plusieurs festivals. Son premier long métrage s'intitule AmericanEast. Il est sorti en 2008 et met en scène les comédiens Sayed Badreya, Tony Shalhoub et Sarah Shahi dans les rôles principaux. Deux ans plus tard, son film Cairo Exit est sélectionné pour le Festival du film de Tribeca.

## Filmographie
- 1995 : Mississe (coréalisé avec António Forjaz) (court métrage)
- 2002 : The Interrogation (court métrage)
- 2003 : T for Terrorist (court métrage)
- 2008 : AmericanEast
- 2010 : Cairo Exit (El Khoroug)
- 2015 : The Price (El Taman)